# Cosmochthonius
Cosmochthonius är ett släkte av kvalster. Cosmochthonius ingår i familjen Cosmochthoniidae.

## Dottertaxa tillCosmochthonius, i alfabetisk ordning[1]
- Cosmochthonius asiaticus
- Cosmochthonius assamensis
- Cosmochthonius australicus
- Cosmochthonius bengalensis
- Cosmochthonius bhutanensis
- Cosmochthonius concavus
- Cosmochthonius desaussurei
- Cosmochthonius foliatus
- Cosmochthonius imperfectus
- Cosmochthonius juvenalis
- Cosmochthonius lanatus
- Cosmochthonius macrosetosus
- Cosmochthonius maroccanus
- Cosmochthonius minifoveolatus
- Cosmochthonius monegrensis
- Cosmochthonius nayoroensis
- Cosmochthonius pallidus
- Cosmochthonius perezinigoi
- Cosmochthonius plumatus
- Cosmochthonius ponticus
- Cosmochthonius reticulatus
- Cosmochthonius ruizi
- Cosmochthonius semiareolatus
- Cosmochthonius semifoveolatus
- Cosmochthonius signatus
- Cosmochthonius spinosus
- Cosmochthonius sublanatus
- Cosmochthonius taurus
- Cosmochthonius tenuisetus
- Cosmochthonius ugamaensis
- Cosmochthonius zanini